# Friedrich Schiller
Johann Christoph Friedrich Schiller (pronunciación en alemán: /ˈjoːhan ˈkʁɪstɔf ˈfʁiːdʁɪç fɔn ˈʃɪlɐ/, breve: pronunciado /ˈfʁiː.dʁɪç ˈʃɪ.lɐ/ (escucharⓘ); desde 1802 von Schiller; Marbach am Neckar, 10 de noviembre de 1759-Weimar, 9 de mayo de 1805) fue un poeta, dramaturgo, filósofo, historiador y editor alemán. Es considerado, junto a Goethe, el dramaturgo más importante de Alemania, así como una de las figuras centrales del clasicismo de Weimar. Muchas de sus obras de teatro pertenecen al repertorio habitual del teatro en alemán. Sus baladas se cuentan entre los poemas más famosos. Partes de su Oda a la Alegría fueron incorporadas por Ludwig van Beethoven en su novena sinfonía.

## Biografía

### Origen, formación y primeros éxitos

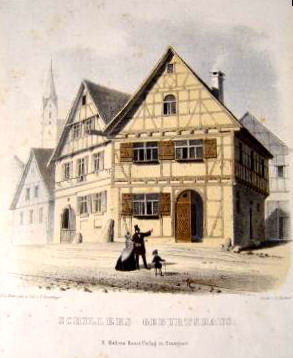
Casa natal de Schiller en Marbach. Pintura de Eberhard Emminger de 1850.

Friedrich Schiller era hijo del oficial Johann Caspar Schiller y de Elisabeth Dorothea Schiller, originaria de Kodweiß. Debido a que el padre obtuvo una plaza de oficial de reclutamiento, la familia se asentó en 1763 en Lorch, no lejos de Marbach y poco después del nacimiento de su hermana Luise se trasladaron a Ludwigsburg. Ese mismo año, el joven Schiller comenzó la escuela. Ya con trece años compuso las obras de teatro Absalon y Die Christen (Los cristianos), obras que no se han conservado hasta la fecha.
Por orden del duque de Wurtemberg, y contra la voluntad de sus padres, ingresó en 1773 a la academia militar Hohe Karlsschule, ubicada en el palacio Solitude, cerca de Stuttgart, donde comenzó a estudiar Derecho. En dicha institución los alumnos eran tratados de forma brutal y tenían que realizar muchísimos ejercicios militares, lo que era posiblemente la razón de que con 15 años todavía mojara la cama, por lo que en dos ocasiones fue castigado con dureza. Schiller aspiraba rapé en secreto y leía textos prohibidos con sus camaradas.[cita requerida]
Con el traslado de la academia del palacio Solitude al centro de Stuttgart, Schiller cambió de carrera y empezó a estudiar Medicina. Durante esta época leyó extensamente a los poetas del Sturm und Drang, al igual que se entretuvo con los poemas del crítico literario Klopstock. Ese mismo año compuso el drama Der Student von Nassau (El estudiante de Nassau), no conservado hasta nuestros tiempos. En 1776 apareció su primer poema publicado: Der Abend (El atardecer). También estudió las obras de Plutarco, Shakespeare, Voltaire, Rousseau, Immanuel Kant y Goethe. Ese mismo año comenzó a trabajar en la obra de teatro liberal Die Räuber (Los bandidos). En 1779 aprobó el primer examen final y solicitó la licencia. Solo tras la lectura de su tesis doctoral le fue permitido abandonar la academia militar como médico en 1780. En 1781, Schiller terminó Die Räuber, la cual se publicó de forma anónima ese mismo año.
Se encontró por primera vez con Christian Schubart en la cárcel-fortaleza de Hohenasperg, donde Schubart se encontraba encarcelado.
El 13 de enero de 1782 se estrenó con éxito Die Räuber en el Teatro Nacional de Mannheim. La obra generó gran aceptación, sobre todo entre el público más joven. Schiller por su parte, y a pesar de la prohibición del duque de Wurtemberg, presenció la obra con su amigo Andreas Streicher. Como consecuencia, el duque Carlos Eugenio de Wurtemberg lo encerró 14 días en el calabozo y le prohibió hasta nueva orden escribir comedias o estilos similares. En los meses siguientes, jóvenes defensores de la libertad fundaron muchas bandas de bandidos (Räuberbanden) en el sur de Alemania.[cita requerida]
Schiller fue entonces designado para servir como médico militar del regimiento Stuttgart, el de peor fama de los que disponía el duque. El sueldo asignado era de miseria,[cita requerida] le fue denegado el permiso de ejercer la medicina a enfermos no militares, además de que el ambiente cultural era muy pobre en la ciudad.
En la madrugada del 22 al 23 de septiembre de 1782, Schiller huyó de Stuttgart junto con Andreas Streicher, quien disponía de los medios económicos necesarios para el viaje, tras el cual llegaron de nuevo a Mannheim, donde Schiller conoció el drama Fiesco. A esto le siguieron viajes a Fráncfort del Meno, Oggersheim y Bauerbach en Turingia. A finales de 1782 apareció la Anthologie auf das Jahr 1782 (Antología del año 1782); 83 poemas, casi todos de Schiller. La huida de Stuttgart fue descrita por su amigo Streicher en el libro Schillers Flucht von Stuttgart und Aufenthalt in Mannheim von 1782 bis 1785 ('La huida de Schiller de Stuttgart y su estancia en Mannheim de 1782 a 1785').

### Los años inseguros
En su estancia de 1783 en Bauerbach, en Turingia, trabó amistad con el bibliotecario Reinwald de Meiningen. Trabajó de bibliotecario con Reinwald, que acabó por casarse con la hermana de Schiller, Christophine. Terminó allí la obra Kabale und Liebe (Intriga y amor; inicialmente con el título Luise Millerin) y comenzó Don Carlos. Tras su vuelta a Mannheim, enfermó en septiembre de 1783 de malaria, que en la época todavía se extendía por las ciénagas de la zona. En Mannheim trabajó hasta 1785 como dramaturgo de la casa en el teatro y durante esos años conoció a Charlotte von Kalb. En 1784 August Wilhelm Iffland renombró la obra Luise Millerin como Kabale und Liebe. En ese mismo año también se estrenó su drama Fiesco. El intendente del teatro, Wolfgang Heribert von Dalberg, no renovó el contrato de Schiller y este acabó endeudándose tanto que casi acaba en el calabozo.
Schiller comenzó a cartearse con Christian Gottfried Körner, con el que acabaría uniéndole una buena amistad. Körner editará de 1812 a 1816 sus obras completas. El duque Carlos Augusto le concede el título de consejero de Weimar tras haber escuchado una lectura del primer esbozo de Don Carlos. En abril de 1785 viaja a Leipzig para ver a Körner, que le ayuda a salir de sus problemas económicos. Ese mismo verano surge en el pueblo cercano de Gohlis (actualmente un barrio de Leipzig) la Ode an die Freude (Oda a la alegría), en otoño seguiría a Körner hasta Loschwitz (actualmente parte de Dresde). Durante su estancia en Loschwitz, Schiller conoce en una taberna (actualmente llamada Schillergarten, Jardín de Schiller) de la aldea de Blasewitz, a orillas del Elba, a la hija del tabernero, Justine Segedin, que más tarde inmortalizará como Gustel en 1797 en su obra Wallensteins Lager (El campamento de Wallenstein).
En 1786 apareció en el segundo número de la revista Thalia el relato Verbrecher aus Infamie. Eine wahre Geschichte (Criminal por infamia. Una historia real.), que más tarde se publicaría bajo el título Der Verbrecher aus verlorener Ehre (El criminal por el honor perdido).
El 21 de julio de 1787, Schiller viajó a Weimar y allí conoció a Johann Gottfried von Herder y Christoph Martin Wieland. Durante un viaje por Rudolstadt conoce a Charlotte von Lengefeld y su hermana Caroline, que más tarde sería conocida por su nombre de casada Caroline von Wolzogen. Caroline von Wolzogen publicó, inicialmente de forma anónima, la novela Agnes von Lilien en la revista de Schiller Die Horen, novela que fue atribuida durante un tiempo a Schiller.
Don Carlos se publica por primera vez y se estrena ese mismo año. Tras la vuelta en 1788 de Goethe de su viaje a Italia, Goethe y Schiller se conocen en Rudolstadt, sin que surja la amistad. Schiller termina el trabajo para el primer y único volumen de Geschichte des Abfalls der Vereinigten Niederlande von der spanischen Regierung (Historia de la separación de las Provincias Unidas de los Países Bajos del gobierno español) y en las doce cartas sobre Don Carlos: Briefen über „Don Carlos“.

### Seguridad financiera

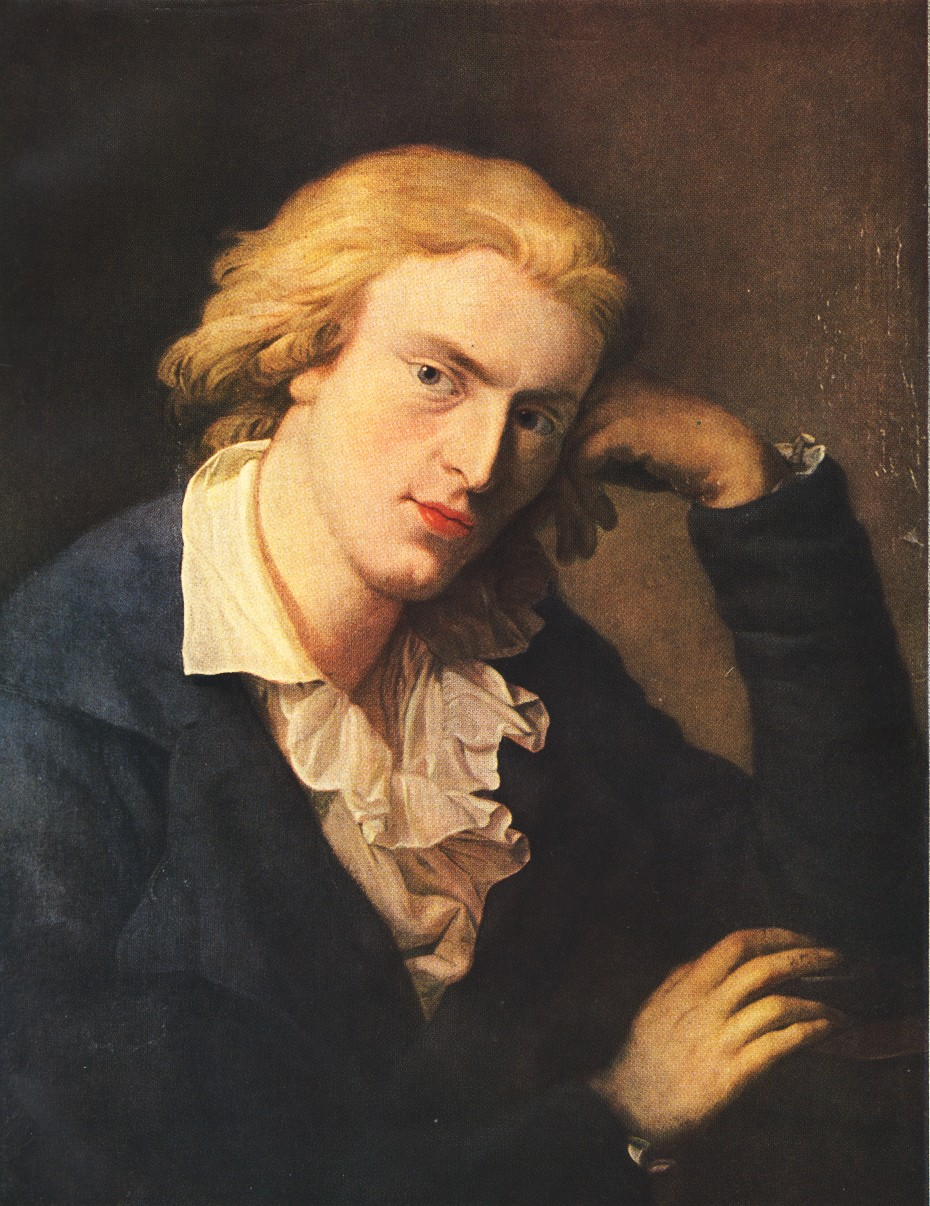
A. Graff: Friedrich Schiller (hacia 1790).

En 1789 Schiller consiguió una cátedra en Jena, pero sin sueldo. Allí enseñó Historia, a pesar de ser catedrático de Filosofía. El puesto se lo había ganado sobre todo con su Geschichte des Abfalls der Vereinigten Niederlande. Admirado por su obra Die Räuber, la noticia de que estaba enseñando en Jena produjo entusiasmo. Su primera clase magistral (¿Qué significa y a qué fin se estudia Historia Universal?) llenó de tal manera el aula inicialmente prevista que hubo que cambiarla por otra más grande. La ciudad estudiantil estaba expectante ante lo que les había de enseñar el nuevo y famoso profesor. Fue especialmente sorprendente cuando habló, citando a viajeros, la cultura prácticamente nula (idioma pobre, falta de escritores, editores, lectores, desconocimientos agrícolas, medicinales, etc.) de los indígenas de los países que aquellos habían visitado, para decir a continuación que era exactamente así como a ellos, a los alemanes, los habían encontrado los romanos hacía 1800 años.
Ese mismo año apareció la primera edición en forma de libro de la novela Der Geisterseher (El que ve fantasmas). También trabó amistad con Wilhelm von Humboldt. El 22 de febrero de 1790 Schiller se casa con Charlotte von Lengefeld. Los casó su amigo y profesor de Filosofía Carl Christian Erhard Schmid.
Pero ya en 1791 Schiller enfermó con peligro de muerte. El 3 de enero sufrió un colapso, con tos convulsiva y pérdida de conocimiento. Dos semanas después tuvo otros ataques, que continuaron hasta mayo. Es probable que Schiller enfermara de tuberculosis, de la que ya no se curaría por completo. En diciembre del 91 Ernesto Enrique de Schimmelmann y Federico Cristián II de Augustenburg ofrecen a Schiller una pensión anual de 1000 táleros, que le fueron pagados durante cinco años para aliviar sus problemas económicos durante la enfermedad.
En 1792 Schiller fue nombrado Ciudadano Honorario de la República Francesa por Die Räuber, junto con Friedrich Gottlieb Klopstock, Johann Heinrich Pestalozzi, George Washington y Tadeusz Kościuszko. El motivo era más bien la fama de escritor de Schiller que sus acciones. A pesar de que en un principio estuvo a favor de la Revolución francesa, temía que los partidarios de la libertad se convirtieran en partidarios de la tiranía. Efectivamente, el rey de Francia fue guillotinado más tarde por los revolucionarios. Schiller condenó este hecho.[cita requerida]
Terminó la Geschichte des Dreißigjährigen Krieges (Historia de la Guerra de los Treinta Años), obra que le convirtió en el historiógrafo más importante que había tenido hasta entonces Alemania; también le editaron las obras Neue Thalia (Nueva Thalia) y Über die tragische Kunst (Sobre el arte trágico).
En 1793 apareció Über Anmut und Würde y visitó a sus padres en Ludwigsburg. El 14 de septiembre nació su primer hijo, Karl Friedrich Ludwig Schiller.
En 1794 Schiller conoce al editor Friedrich Cotta, que está dispuesto a editar la revista mensual Die Horen y el Musenalmanach (Almanaque de las musas).

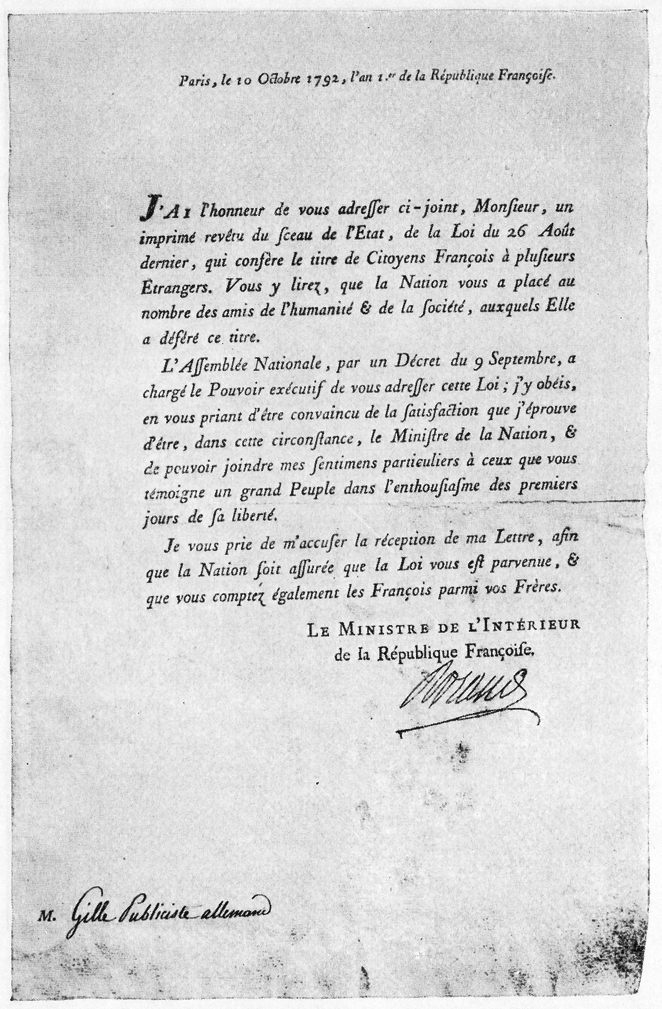
Carta de acompañamiento a la entrega del título de Ciudadano Honorario de la República Francesa (1792).

Schiller consigue que Goethe acepte participar en la revista Die Horen y se desarrolla un intercambio amistoso de cartas entre los dos. En septiembre de 1794 Schiller pasa dos semanas en la casa de Goethe. Durante la estancia mantuvo su ritmo habitual de trabajo, es decir, dormir hasta el mediodía y trabajar por la noche. Sabiendo que Schiller era muy tradicionalista, Goethe y su amante Christiane Vulpius ocultaron su relación. El juego del escondite que se produjo durante esas dos semanas tuvo que representar un problema logístico de consideración. Christiane Vulpius y su hijo de cinco años, August Goethe, se mantuvieron invisibles en su propia casa. Schiller calificó la relación de Goethe con Mademoiselle Vulpius como «la única vergüenza» de Goethe y lo criticó en una carta por tener una idea falsa de la felicidad conyugal. El liberal Goethe hablaba simplemente de «matrimonio sin ceremonia». A Goethe, sin embargo, le molestaba la pasión de Schiller por el juego de las cartas, además de que pudiera ser mordaz con sus amigos (la anécdota de que Schiller solo podía escribir con el olor a manzanas podridas, tiene su origen en Goethe).
En 1795 apareció por primera vez la revista mensual Die Horen; en ella colaboraron los autores más famosos como Johann Gottfried Herder, Johann Gottlieb Fichte, August Wilhelm Schlegel, Wilhelm von Humboldt, Alexander von Humboldt, Johann Heinrich Voss y Friedrich Hölderlin.
Además, Schiller terminó ese año el tratado Über naive und sentimentalische Dichtung (Sobre la poesía ingenua y sentimental). En 1796 murieron su hermana Nanette y su padre. También nació su segundo hijo Ernst Friedrich Wilhelm Schiller.
De 1796 a 1800 Schiller edita la revista literaria Musenalmanach (El almanaque de las musas), en el que colaborarían autores de la talla de Johann Wolfgang Goethe, Johann Gottfried Herder, Ludwig Tieck, Friedrich Hölderlin y August Wilhelm Schlegel.
En 1797 aparece en el Musenalmanach für das Jahr 1797 (El almanaque de las musas para el año 1797) las Xenien, en las que Schiller y Goethe se burlan juntos de las desgracias literarias. 1797 también se suele llamar el año de las baladas, ya que Schiller termina ese año Der Taucher (El buceador), Der Handschuh (El guante), Der Ring des Polykrates (Anillo de Policrates), Der Gang nach dem Eisenhammer (La marcha del martillo de hierro) y Die Kraniche des Ibykus (La grulla del hibisco). En 1798 aparecieron las baladas Die Bürgschaft (El aval) y Der Kampf mit dem Drachen (La lucha con el dragón). Ese año le llega el documento que le declara Ciudadano Honorario de la República Francesa.

### Los años de Weimar

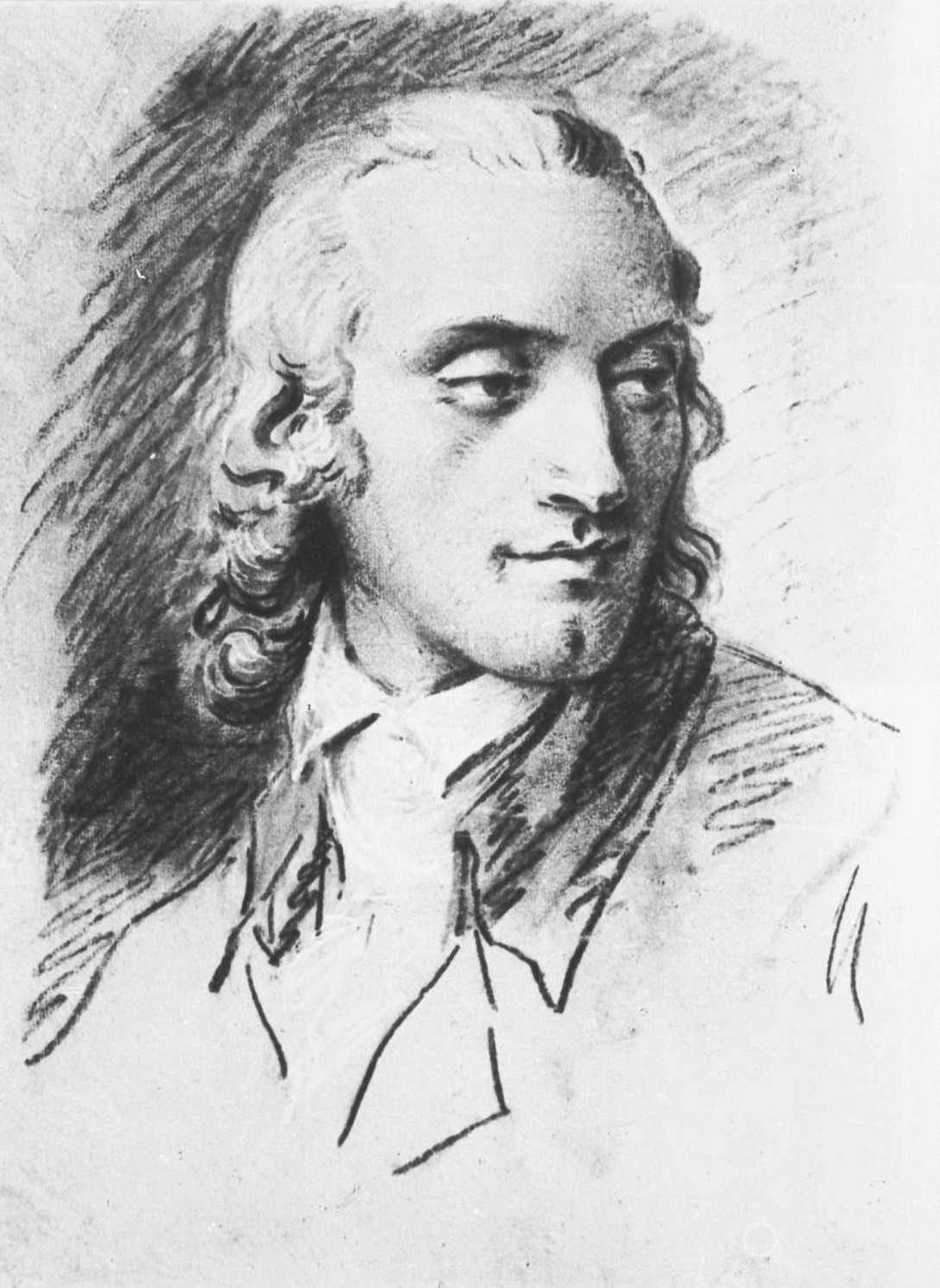
F. G. Weitsch: Schiller (1804).

En 1799 Schiller termina el drama Wallenstein, Das Lied von der Glocke (La canción de la campana) y el 11 de octubre nació su hija Caroline Henriette Luise Schiller. El 3 de diciembre se traslada con su familia a Weimar.
En 1800 termina la obra Maria Stuart (María Estuardo). En 1801 termina Die Jungfrau von Orleans (La virgen de Orleans, un drama sobre Juana de Arco) y se editó el poema Der Antritt des neuen Jahrhunderts (La entrada del nuevo siglo).
El 16 de noviembre de 1802 el duque Carlos Augusto de Sajonia-Weimar-Eisenach lo ennobleció al permitirle usar la partícula von antes de su apellido (de, que solo en Alemania significa nobleza, en ninguna otra legislación nobiliaria) y se le autorizó a llamarse a partir de ese momento Friedrich von Schiller. Ese mismo año murió su madre. En 1803 termina la obra Die Braut von Messina (La novia de Messina). El 18 de febrero de 1804 termina su Wilhelm Tell (Guillermo Tell) y comienza la obra Demetrius. Schiller enferma cada vez más a menudo durante esta época. El 25 de julio de 1804 nace su hija Emilie Friederike Henriette Schiller.

### Muerte
En febrero de 1805 Schiller enferma gravemente y el 1 de mayo se encuentra por última vez de camino al teatro con Goethe. Friedrich Schiller murió el 9 de mayo en Weimar de una pulmonía probablemente causada por su tuberculosis. La autopsia reveló que el pulmón izquierdo estaba completamente destrozado. También los demás órganos internos estaban muy dañados. El bazo y la vesícula biliar estaban muy hinchados y los riñones habían desaparecido casi por completo.[cita requerida] El corazón, sano por otra parte, no resistió el esfuerzo.

### El cráneo de Schiller
Se ha demostrado que los cráneos hallados en la tumba de Schiller (dos, uno identificado por su familia y otro por Goethe) no corresponden con su ADN.
Schiller fue sepultado en 1805 en una fosa común en el cementerio de Weimar reservada para personalidades destacadas de la ciudad. En 1826, en un intento por exhumar sus restos, fueron extraídos más de veinte cráneos, y el alcalde de la ciudad –un fanático de Schiller– señaló que el cráneo más grande debía ser el del escritor. Luego se colocó un esqueleto que se suponía que correspondía con el cráneo y ambos fueron enterrados al año siguiente en otro cementerio de la ciudad. El 16 de diciembre de 1827 se trasladaron al nuevo cementerio de Weimar, donde más tarde se enterraría a Goethe a su lado, a petición propia.
En otoño de 1826 Goethe tomó el cráneo de Schiller de la Biblioteca de la duquesa Ana Amalia. Solo se lo reveló a su amigo Wilhelm von Humboldt, que, sin embargo, no supo mantener el secreto. Goethe empleó el cráneo para estudios propios.
Casi 100 años después, se sacó del mismo lugar otro cráneo, también atribuido a Schiller. Las investigaciones demostraron que el fragmento óseo fue de una mujer y, basándose en una protuberancia en la nuca, se lo atribuyó a Luise von Göchhausen, dama de corte de la princesa Ana Amalia de Brunswick-Wolfenbüttel.

## Importancia literaria de su obra

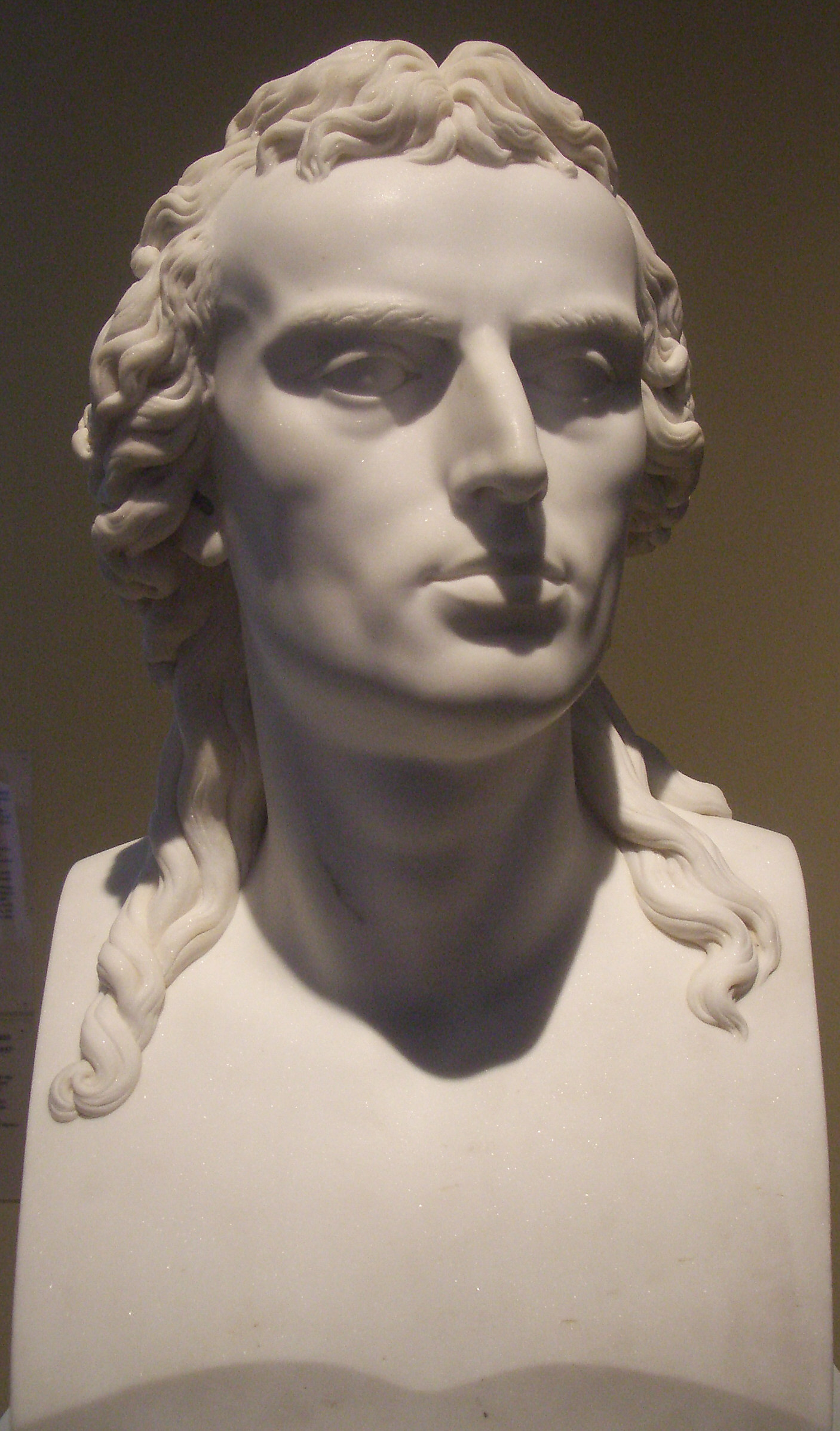
Busto de Schiller de Theodor Wagner (según Johann Heinrich Dannecker).

Schiller vivió durante la transición del absolutismo a la burguesía, la época de la Revolución francesa. Debido a que la burguesía no podía articularse políticamente dentro del absolutismo de los pequeños Estados que formaban Alemania, la literatura se convirtió a partir de la segunda mitad del siglo XVIII en su principal medio de expresión. El pathos y la sensibilidad en las obras de Schiller hasta 1785 son una expresión del desarrollo de lo humano, un principio que se opone al afán de dominación aristocrático. La tragedia burguesa como formato principal, además de la contraposición humanidad/dominación en los primeros dramas hasta Kabale und Liebe, reflejan este pensamiento. 
En su influyente Los dioses de Grecia (1788), expresa su desacuerdo con el mundo oponiendo dos esferas: por un lado, una visión idealizada de la antigua Grecia, donde se rendía culto a la belleza y el ser humano era capaz de percibir el carácter sagrado del cosmos; por otro, el presente, en el que la razón y la ciencia han provocado la huida de los dioses ("Sí, a su hogar volvieron, llevando consigo / todo cuanto es bello, cuanto es elevado") y la desacralización de la naturaleza ("Se anega en tristeza la campiña yerma, / ningún ser divino a mi vista parece").
Tras un periodo entre 1785 y 1795 con obras como Don Carlos y profundos tratados de teoría literaria como Über die ästhetische Erziehung des Menschen (Sobre la educación estética del hombre) y Über naive und sentimentalische Dichtung (Sobre la poesía ingenua y sentimental), entre 1795 y 1805 surgen sobre todo dramas, que se pueden adscribir al Clasicismo de Weimar. En estas obras Schiller programa la educación estética del hombre, el equilibrio entre la razón y el sentimiento. Se había propuesto formar al hombre esteta a través de la alternancia entre obras dramáticas e idílicas, como medio para alcanzar una transición pacífica hacia una forma de Estado razonable y como contraprograma a la Revolución francesa y a la política contemporánea, en la que solo veía la actuación de la fuerza bruta.
Schiller no es solo autor de dramas intensos de lenguaje e imágenes potentes (Die Räuber, Don Carlos, Die Jungfrau von Orléans o Wilhelm Tell), además acercó a los lectores en lengua alemana los ideales dieciochescos de razón, humanidad y libertad. Como afirma el propio Schiller en su segunda carta de Sobre la educación estética del hombre: «La construcción de la auténtica libertad política... es la más completa de todas las obras de arte».

## Recepción

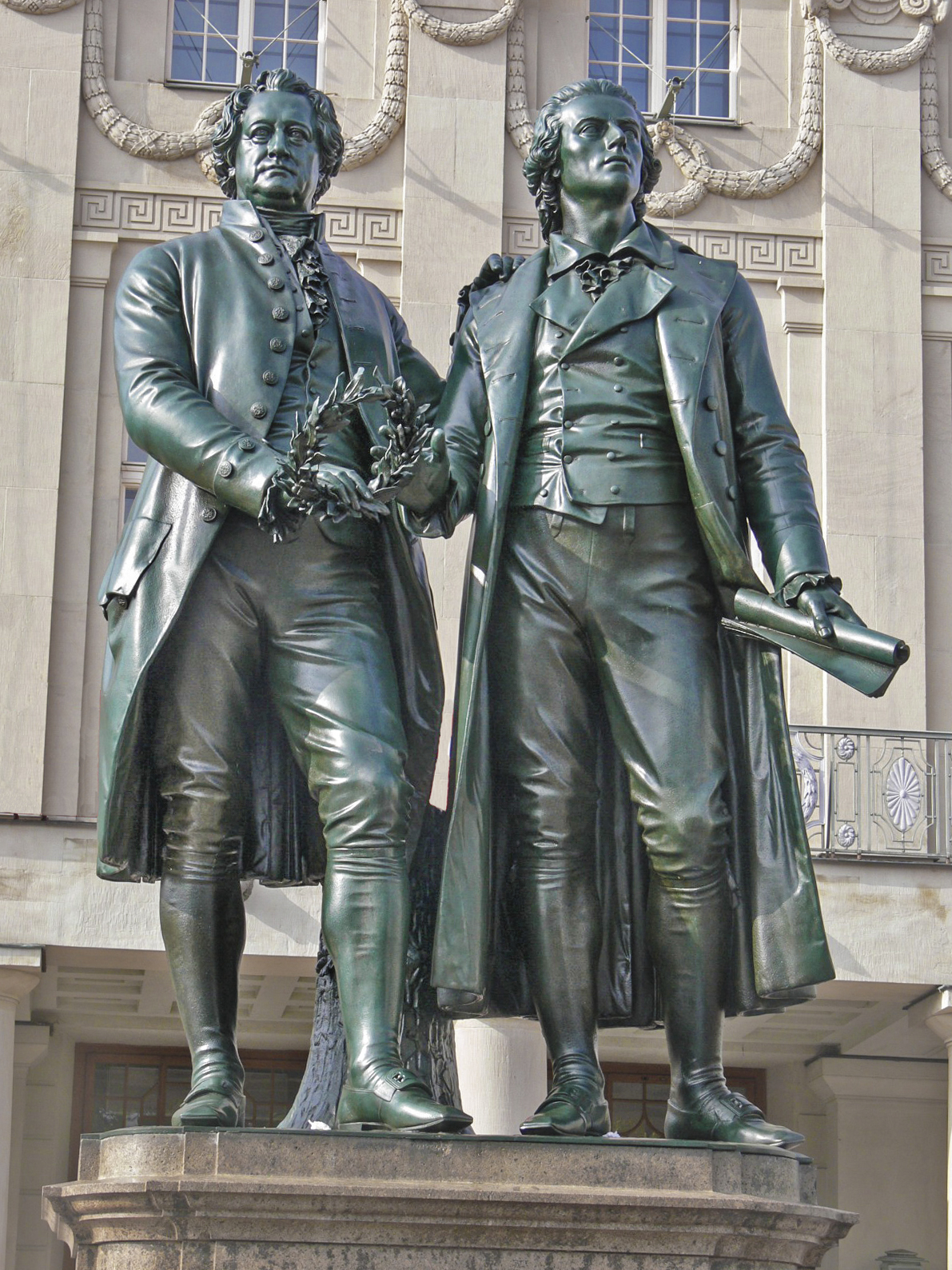
Monumento a Goethe y Schiller frente al Teatro Nacional Alemán de Weimar elaborado por Ernst Rietschel.

La obra de Schiller no solo fue acogida con entusiasmo en Alemania, sino también en otros países europeos, como por ejemplo en la todavía no unificada Italia (véase Giuseppe Verdi), así como en la Rusia de los zares. Para unos, Schiller era el poeta de la libertad, para otros el defensor de la mesura burguesa. El centenario de su nacimiento se celebró en 1859 en toda Europa. El editor Cotta había vendido hasta 1867 2,4 millones de ejemplares de sus obras en total.
La clase social alemana que representa a los que podían pagarse una buena educación en el siglo XIX y principios del XX «cosificaron» la obra de Schiller. Aprendían de memoria sus obras, como las de otros autores, más para conseguir una ventaja social y menos para conocerlo como artista y pensador. Fue muy apreciado en el movimiento obrero y en las asociaciones para la educación de obreros.
También en la República Democrática Alemana se realizaron esfuerzos por integrar ideológicamente a Schiller y se le convirtió en un pionero del comunismo. En el 200 aniversario de su nacimiento, en 1959, se celebraron grandes fiestas. Sin embargo, no toda la obra de Schiller era apreciada por el régimen. La obra Don Carlos («Sire, Geben Sie Gedankenfreiheit», «Señor, dad libertad de pensamiento») ya no se representaba hacia finales del régimen.
Todavía en mayo de 1955, en el 150 aniversario de la muerte de Schiller, el escritor Thomas Mann apeló en Stuttgart y Weimar a una Alemania mejor y más humana con el discurso Ensayo sobre Schiller — Por el 150 aniversario de su muerte.
En el Año de Schiller 2005 quedó claro que tampoco contaba con el apoyo del público en la Alemania reunificada. La literatura sobre Schiller se vio impulsada, pero los medios de comunicación se limitaron más a la biografía del autor. Eugen Rosenstock-Huessy ha señalado que, tras los cambios sociales de siglo y medio, partes completas del inventario cultural quedan obsoletas y pueden desaparecer de la memoria colectiva de las nuevas generaciones. A pesar de ello, sus textos están presentes en los intelectuales alemanes, por lo menos más que la literatura barroca a los contemporáneos de Schiller. Sin embargo, actualmente el conocimiento de este no representa lo que fue en los siglos XIX y principios del XX.

## Premios que llevan su nombre
- Volks-Schillerpreis

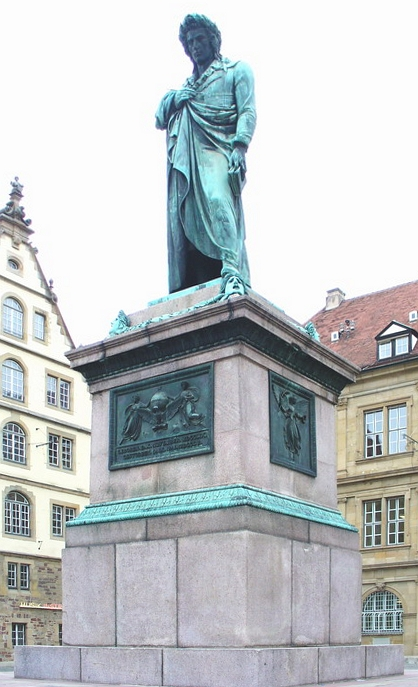
Monumento a Schiller de Bertel Thorvaldsen, en Stuttgart.

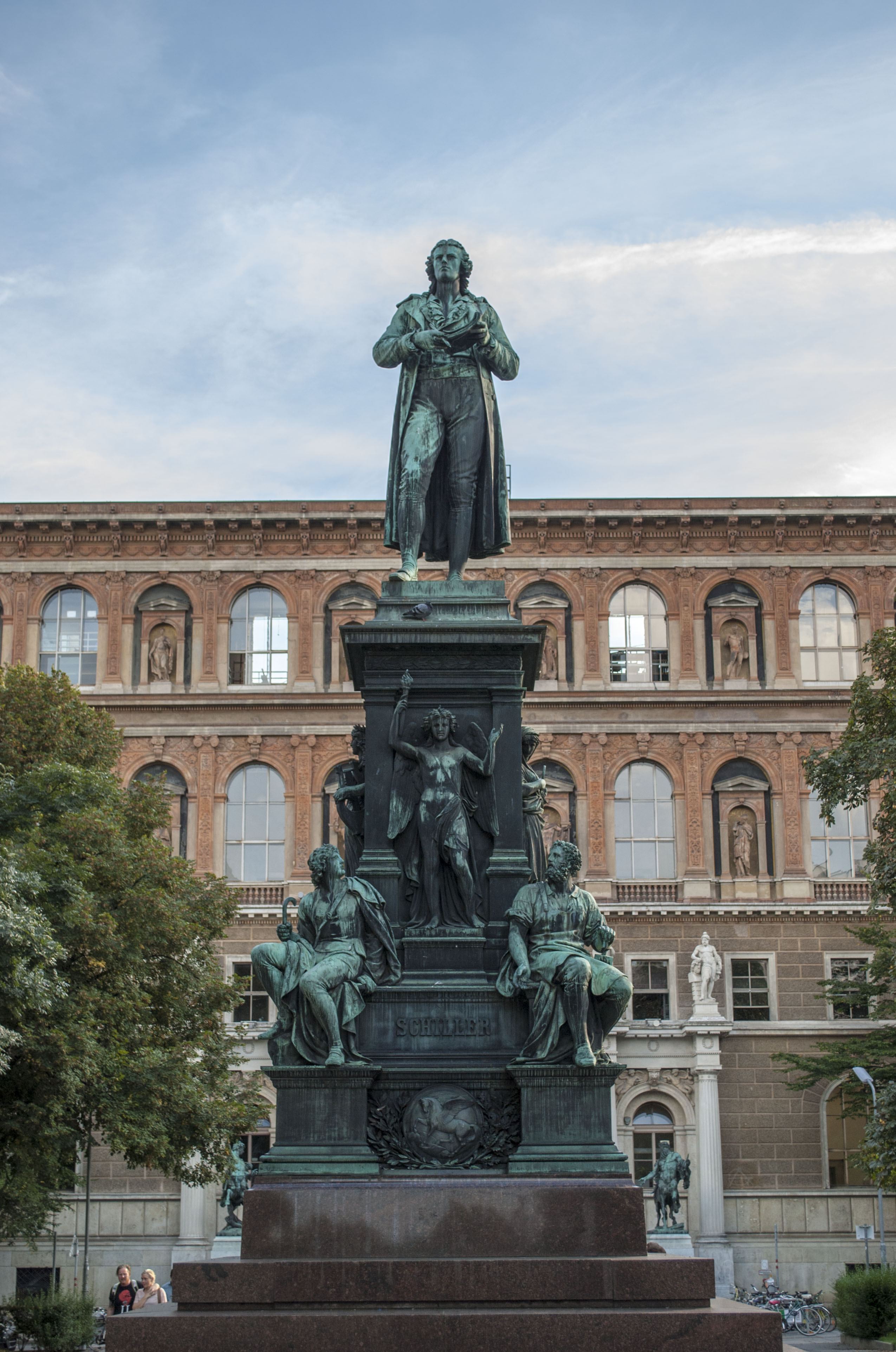
Monumento a Schiller, en Viena.

- Schiller-Gedächtnispreis del Land Baden-Württemberg
- Schillerpreis de la ciudad de Mannheim
- Schillerpreis de la ciudad de Marbach am Neckar
- Schillerpreis del Kantonalbank de Zúrich
- Ehrengaben de la fundación Schiller de Alemania
- Schiller-Preis de la Deutschen Kulturwerks Europäischen Geistes
- Grosser Schillerpreis de la fundación Schiller de Suiza
- Schiller-Ring
- Premio de la cultura Friedrich S.

## Obra

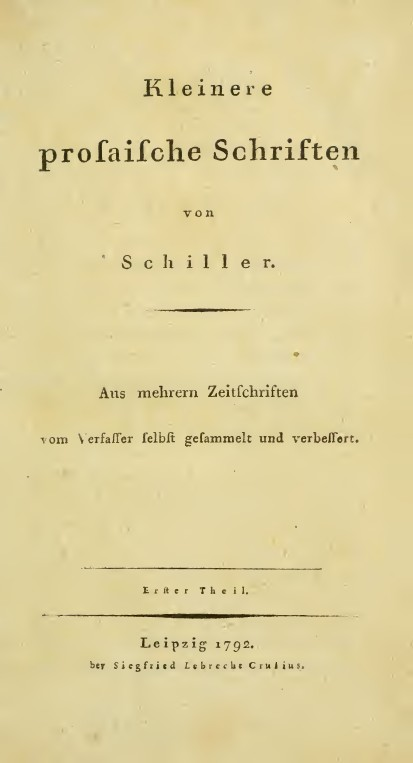
Kleinere prosaische Schriften. 1 (1792)

### Dramas
- Die Räuber (en el que se encuentra el Hektorlied, La canción de Héctor) (1781), Los bandidos
- Die Verschwörung des Fiesco zu Genua (1783), La conjuración de Fiesco
- Kabale und Liebe (1784), Intriga y amor
- Körners Vormittag (1787)
- Dom Karlos, Infant von Spanien (1787), Don Carlos
- Der versöhnte Menschenfeind (1790, inconcluso), El misántropo reconciliado
- Trilogía de Wallenstein (1799):

1. Wallensteins Lager (1798), El campamento de Wallenstein
2. Die Piccolomini (1799), Los piccolomini
3. Wallensteins Tod (1799), La muerte de Wallenstein

- Maria Stuart (1800), Maria Stuart
- Die Jungfrau von Orléans (1801), La doncella de Orleans
- Die Braut von Messina (1803), La novia de Messina
- Wilhelm Tell (1804), Guillermo Tell
- Die Huldigung der Künste (1804), El homenaje de las artes
- Demetrius (inacabada, 1805)

### Prosa narrativa
- Eine großmütige Handlung
- Der Verbrecher aus verlorener Ehre (1786)
- Der Geisterseher (Fragment)
- Spiel des Schicksals
- Herzog von Alba bei einem Frühstück auf dem Schlosse zu Rudolstadt. Im Jahr 1547 (1788)

### Poesía
- Der Venuswagen (1781)
- An die Freude (1786) Oda a la Alegría
- Resignation (1786)
- Die Götter Griechenlandes / Los dioses de Grecia (erste Fassung 1788, zweite Fassung 1800)
- Hektors Abschied (1790) La canción de Héctor
- Der Spaziergang (1795)
- Die Teilung der Erde (1795)
- Nänie (1800)
- Der Antritt des neuen Jahrhunderts (1800)

#### Baladas
- Die Kindsmörderin
- Das verschleierte Bild zu Sais
- Der Ring des Polykrates
- Der Handschuh
- Ritter Toggenburg
- Der Taucher
- Die Kraniche des Ibykus
- Der Gang nach dem Eisenhammer
- Der Kampf mit dem Drachen
- Die Bürgschaft
- Das Lied von der Glocke
- Hero und Leander
- Kassandra
- Der Graf von Habsburg
- Das Siegesfest

### Escritos filosóficos
- Philosophie der Physiologie (1779)
- Über den Zusammenhang der tierischen Natur des Menschen mit seiner geistigen (1780)
- Über das gegenwärtige deutsche Theater (1782)
- Der Spaziergang unter den Linden (1782)
- Die Schaubühne als eine moralische Anstalt betrachtet (1784)
- Philosophische Briefe (1786)
- Über den Grund des Vergnügens an tragischen Gegenständen (1792)
- Über die tragische Kunst (1792)
- Augustenburger Briefe (1793)
- Über Anmut und Würde (1793)
- Kallias-Briefe (1793)
- Über die ästhetische Erziehung des Menschen (1795) Cartas sobre la educación estética del hombre
- Über naive und sentimentalische Dichtung (1795)
- Über den Dilettantismus (1799; zusammen mit Johann Wolfgang von Goethe)
- Über das Erhabene (1801)

### Trabajos históricos
- Geschichte des Abfalls der vereinigten Niederlande von der spanischen Regierung (1788)
- Was heißt und zu welchem Ende studiert man Universalgeschichte? (1789)
- Geschichte des Dreißigjährigen Kriegs (1790)

### Traducciones
- Louis Benoit Picard, Der Parasit oder die Kunst, sein Glück zu machen
- William Shakespeare, Macbeth (1800)
- Jean Racine, Phädra
- Eurípides, Iphigenie in Aulis
- Eurípides, Scenen aus den Phönizierinnen

### Revistas publicadas
- Wirtembergisches Repertorium (1782–1783)
- Thalia (ab 1784)
- Die Horen (1795–1797)
- Musen-Almanach (1796–1800)

### Obras completas
- Wissen im Netz
- Gedichte
- Gedichte, Deutsch-Lateinisch
- Obras selectas

- Datos: Q22670
- Multimedia: Friedrich Schiller / Q22670
- Citas célebres: Friedrich von Schiller
- Textos: Autor:Friedrich Schiller